# Подгорный (муниципальное образование город Ивдель)
Подгорный — упразднённый в 2004 году посёлок в Свердловской области России, относившийся к городу областного подчинения Ивделю. Входил в муниципальное образование город Ивдель.

## Географическое положение
Посёлок Подгорный располагался в 12 километрах (по дорогам в 17 километрах) к северу от города Ивделя, на левом берегу реки Маньи (правого притока Лозьвы. В одном километре к северу от посёлка находится остановочный пункт 155 км Свердловской железной дороги (направление Ивдель — Полуночное).

## История
Областным законом № 180-ОЗ от 22 ноября 2004 года посёлок был упразднён. Закон вступил в силу через 10 дней после официального опубликования.